# Kapitulant
Als Kapitulant wurde in der preußischen bzw. deutschen kaiserlichen Armee bis 1918 ein freiwillig länger dienender Soldat bezeichnet. Grundlage war das „Gesetz über die Verpflichtung zum Kriegsdienst“ vom 9. September 1814. Nach Vollendung der regulären Pflichtdienstzeit (zwei bis drei Jahre) gab der Kapitulant seine freiwillige Weiterverpflichtung (Kapitulation) ab. Die Dienstzeit musste auf mindestens vier Jahre verlängert werden, üblich waren bis zu 12 Jahre (sog. Zwölfender). Der Kapitulant wurde zunächst mit dem zuletzt erreichten Dienstgrad weiterverpflichtet.
Aus dem Kreis der Zeitfreiwilligen heraus wurden bevorzugt die Unteroffiziere des Regiments befördert. Um 1850 hielt jedes preußische Linieninfanterie-Bataillon 30 Planstellen für Kapitulanten bereit. Seit 1893 erhielten Soldaten, die sich erstmals für mindestens vier weitere Jahre (Kavallerie: fünf Jahre) weiterverpflichteten, eine Sonderprämie ("Kapitulationshandgeld") von 100 Mark.
Siehe auch: Dienstgrade des Deutschen Heeres (Deutsches Kaiserreich)

## Kapitulanten im Zweiten Weltkrieg
Kapitulanten waren Soldaten der Wehrmacht im Mannschaftsdienstgrad, welche sich, in der Regel im zweiten Dienstjahr, freiwillig weiter verpflichteten, "kapituliert" hatten. Die Ernennung zum "Kapitulantenanwärter" erfolgte durch einen Vorschlag des Kompaniechefs oder des Bataillonskommandeurs. Ab dem Tag der Ernennung trugen die Kapitulanten ein Kapitulantenanwärter-Abzeichen. Nach Bewährung in der Rekruten- und Verbandsausbildung erfolgte die Ernennung zum Unteroffizieranwärter.